# Emigración uruguaya

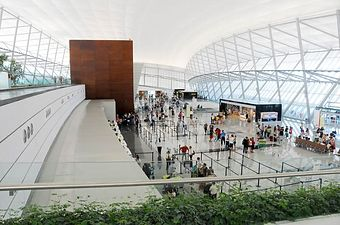
Terminal de salida de Aeropuerto Internacional de Carrasco, uno de los puntos de salida principales de emigrantes uruguayos.

La emigración uruguaya es un fenómeno migratorio que ha tenido lugar en Uruguay desde comienzos del siglo XX.

## Historia
La emigración de Uruguay empezó aproximadamente hace un siglo, pero experimentó un aumento significativo desde lo años 1960. Las sucesivas crisis económicas (especialmente en 1982 y 2002), sumado al pequeño tamaño de la economía y la población del país, fueron factores decisivos que empujaron a miles de uruguayos fuera de su país de nacimiento; los migrantes económicos viajaron principalmente a otros países de habla hispana, como Argentina o España, con economías más grandes. Como Uruguay tiene relativamente bien desarrollado el sistema educativo y acceso gratuito a la Universidad de la República, muchos licenciados profesionales uruguayos y los becarios encontraron su país demasiado pequeño para conseguir sus objetivos, lo cual resultó en un fuga de cerebros. La dictadura militar de 12 años que rigió de 1973 a 1985 también forzó a muchos uruguayos a ir al exilio debido a persecución política, en el contexto del Plan Cóndor y la Guerra Fría.

## Destinos
Los principales receptores de emigración uruguaya son: Argentina, Brasil, Venezuela, Estados Unidos, Canadá, Australia; en Europa: España (por encima de 40 000 en 2011), Italia, Francia y Portugal. Durante la dictadura cívico militar, algunos exiliados uruguayos emigraron a México, Suecia, Alemania, etc.[cita requerida] Además, un número significativo de judíos uruguayos (casi 10 000) emigró a Israel entre 1950 y 2000 como parte de la Aliyah.
Las estimaciones recientes ponen las cifras de emigración por en encima de 500 000.

## Articulación
En 2005, fue creado una agrupación el Departamento 20 ("Vigésimo Departamento"), en alusión a los diecinueve departamentos en los que el territorio uruguayo está dividido), un caso de coordinación y articulación para los uruguayos que viven en el extranjero.
Los Consejos Consultivos son organizaciones representativas de los uruguayos que viven en el extranjero cuya función central es enlazarlos con el país en varias formas; fueron establecidos por la Ley N.º 18250 de enero de 2008. Pueden ser encontrados en Argentina, Australia, Brasil, Canadá, Chile, Francia, Grecia, Italia, México, Paraguay, España, Suecia, EE. UU., y Venezuela.
Desde noviembre de 2013, el gobierno uruguayo planeó implementar un proyecto que conecte a los emigrantes calificados uruguayos con los sectores tecnológicos en Uruguay, especialmente en biotecnología, tecnología de información y energías renovables.

## Emigrantes uruguayos notables
Muchos uruguayos talentosos han tenido éxito en el ámbito internacional:
- Jorge Drexler (nacido 1964 en Montevideo), músico, Óscar a la mejor canción original en 2004 por Al otro lado del río
- Fernando Espuelas (nacido 1967 en Montevideo), emprendedor norteamericano.
- Elio García-Austt (1919-2005), médico y neurocientífico, activo en Chile y España
- Natalia Oreiro (nacida 1977 en Montevideo), actriz en películas y telenovelas, cantante, activa en Argentina
- Carlos Ott (nacido 1946 en Montevideo), arquitecto establecido en Canadá, autor de Opéra Bastille, París (1989)
- Ángel Rama (1926–1983), escritor, crítico académico, literario, conocido por su teorización del concepto de transculturalizacion.
- Emir Rodríguez Monegal (1921–1985), becario, crítico literario y profesor de literatura contemporánea latinoamericana en Universidad Yale.
- Rafael Viñoly (1944-2023), arquitecto establecido en los Estados Unidos, autor del Foro Internacional de Tokio (1996)